# Willy Derboven
Willy Derboven (* 19. September 1939 in Löwen; † 22. November 1996 auf Teneriffa) war ein belgischer Radrennfahrer.

## Sportliche Laufbahn
Derboven war im Straßenradsport aktiv. Als Amateur gewann er 1959 das Eintagesrennen Brüssel–Saint-Trond sowie eine Etappe in der Belgien-Rundfahrt für Amateure, die er auf dem dritten Gesamtrang beendete. 1960 gewann er in dem Rennen erneut einen Abschnitt sowie Romsée–Stavelot–Romsée, Antwerpen–Gent, das Memorial Fred De Bruyne und eine Etappe der Flandern-Rundfahrt für Unabhängige. In der Belgien-Rundfahrt für Unabhängige wurde er Dritter.
Von 1960 bis 1968 war er Unabhängiger und Berufsfahrer. Sein bedeutendster Erfolg als Radprofi war der Gewinn der 5. Etappe der Tour de France 1964 vor Rudi Altig. Derboven bestritt alle Grand Tours. Er wurde in der Tour 1963 als Letzter des Klassements symbolischer Träger der Lanterne Rouge.

## Grand-Tour-Platzierungen
| Grand Tour            | 1961 | 1962 | 1963 | 1964 | 1965 | 1966 | 1967 |
| --------------------- | ---- | ---- | ---- | ---- | ---- | ---- | ---- |
| Vuelta a EspañaVuelta | –    | –    | 42   | 36   | DNF  | –    | –    |
| Giro d’ItaliaGiro     | DNF  | –    | –    | –    | –    | –    | DNF  |
| Tour de FranceTour    | –    | –    | 76   | 68   | DNF  | –    | –    |